# Sotero Prieto
Sotero Prieto   (Guadalajara, 25 de desembre de 1884 - Ciutat de Mèxic, 22 de maig de 1935) va ser un matemàtic mexicà.

## Vida i Obra
Fill d'uns industrials tèxtils de Jalisco, Prieto va estudiar a la Escuela Nacional Preparatoria i a la Escuela Nacional de Ingenieros (avui integrades a la UNAM), acabant els seus estudis el 1906, però, curiosament, sense obtenir la titulació, fet que no li va impedir exercir la docència en el futur.
A partir de 1906 va ser professor de matemàtiques tan de la Escuela Nacional Preparatoria com de la Escuela Nacional de Ingenieros. Des d'aquests càrrecs va ser l'iniciador del estudi de les matemàtiques a Mèxic i el impulsor de les carreres d'un bon nombre de científics mexicans. L'any 1934, va ser nomenat cap del Grup de Matemàtiques de l'incipient Universitat Autònoma Nacional.
A partir de 1931 va començar a impartir uns cursos d'història de les matemàtiques, a partir dels quals es va publicar de forma pòstuma, el seu llibre Historia de las Matemáticas (1945). El 1932, va fundar la secció matemàtica de la Sociedad Científica Antonio Alzate (futura acadèmia nacional de ciències).
Malauradament el 1935 es va suïcidar.